# Le Crime de la tour Eiffel
Pour plus de détails, voir Fiche technique et Distribution.
Le Crime de la tour Eiffel est un téléfilm franco-belge réalisé par Julien Seri d'après un scénario de Joseph Lantigny, Nicolas Lebrun et Khajag Soujdian, et diffusé pour la première fois en Belgique le 17 mars 2025 sur La Une et en France le 5 avril 2025 sur France 3.
Cette fiction policière est une coproduction de DEMD Productions, Electron libre productions, France Télévisions, Be-FILMS et la RTBF (télévision belge).

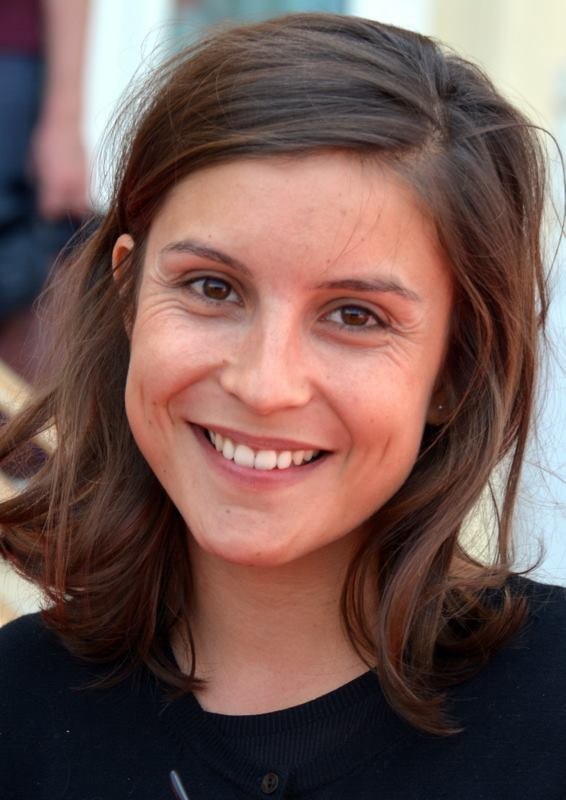
Flore Bonaventura.

## Synopsis
Le soir du 14 juillet, après le feu d'artifice tiré depuis la Tour Eiffel, Clément Ackerman, un YouTubeur de 25 ans très actif dans le domaine de l'Histoire et suivi par 1 million d'abonnés, est retrouvé étranglé sur les lieux d'une soirée tenue au Salon Eiffel par la plateforme culturelle Stream Class.
Le commissaire Helfer confie l'enquête à la capitaine Laura Giordano tout en lui imposant de travailler en binôme avec le capitaine Mathieu Bellanger de la gendarmerie.
Or Laura a perdu un an auparavant son binôme, qui était également son compagnon. Très marquée, elle n'est pas prête à retravailler en binôme:  la collaboration s'annonce difficile.
L'enquête met les 2 capitaines et Charlie, la lieutenante qui les seconde, sur la piste d'un violon ancien qui a été volé en 1942 à la famille Ackerman par les nazis.

## Fiche technique
Sauf indication contraire, les informations mentionnées dans cette section peuvent être confirmées par la base de données cinématographiques Allociné,  présente dans la section « Liens externes ».
- Titre français : Le Crime de la tour Eiffel
- Réalisation : Julien Seri[1],[2]
- Scénario : Joseph Lantigny, Nicolas Lebrun et Khajag Soujdian[1]
- Musique : Sacha Chaban
- Décors : Patrick Durand
- Costumes :  Tamara Faniot
- Photographie : Michel Taburiaux
- Son : Jean-Paul Guirado
- Montage : Nathalie Safir
- Production : Sébastien Pavard, Yannis Chebbi et Michael Kazandjian
- Sociétés de production : DEMD Productions, Electron libre productions, France Télévisions, Be-FILMS et la RTBF[3],[2]
- Pays de production :  France /  Belgique
- Langue originale : français
- Format : couleur
- Genre : policier[4],[5]
- Durée : 90 minutes[2]
- Dates de première diffusion :
  - Belgique : 24 mars 2025 sur La Une[6]
  - France : 5 avril 2025 sur France 3[4]

## Distribution
- Flore Bonaventura : capitaine Laura Giordano
- Benoît Michel : capitaine Mathieu Bellanger
- Bruno Wolkowitch : commissaire Éric Helfer
- Wendy Nieto : Charlie, lieutenante
- Aliocha Itovich : journaliste Sylvain Bardon
- Philippe Dusseau : Guillaume Fabre
- Boris Baroux : Clément Ackerman, YouTubeur
- Geneviève Mnich : Catherine Ackerman, la grand-mère de Clément
- Alexandra Cismondi : Rachelle Scarpelli, la demi-sœur de Clément
- Manon Balasuriya : Thaïs, la fille du capitaine Bellanger
- Lorène Devienne : l'assistante de Sylvain Bardon
- Leslie Carles : Maud Grimeau
- Alice Cornillac : Zélie
- Loïs Schlieper : Théo Video

## Production

### Genèse et développement
Cette fiction policière est une coproduction de DEMD Productions, Electron libre productions, France Télévisions, Be-FILMS et la RTBF (télévision belge)  réalisée pour France 3 avec la participation de la Radio télévision suisse (RTS) et du Centre national du cinéma et de l'image animée.
Le scénario est de la main de Joseph Lantigny, Nicolas Lebrun et Khajag Soujdian, et la réalisation est assurée par Julien Séri,.
La production est assurée par DEMD Productions, Electron libre productions, France Télévisions, Be-FILMS et la RTBF.

### Tournage
Le tournage se déroule du 10 octobre au 5 novembre 2024 à Paris et aux alentours,.
La première séquence du concert et des feux d'artifice a été enregistrée lors de la véritable fête du 14 juillet, quelques mois avant le reste.
Le producteur Sébastien Pavard confie qu'un tournage sur la Tour Eiffel est un tournage coûteux, qui requiert de nombreuses réunions avec la Société d'exploitation de la tour Eiffel (Sete) et une "organisation militaire" pour des tournages de nuit de "six heures" : « Comme tous les monuments parisiens, il y a de l'entretien. Donc ça coûte très cher : cinq à six fois plus qu'une journée de tournage classique. Ça se chiffre en milliers d'euros et encore, la Sete a baissé un peu les tarifs parce que nous produisions pour le service public ! ».
Mais, pour lui, il était important de vraiment tourner dans le célèbre monument : « On a vraiment joué avec ça. Comme quand on montre les grosses turbines qui tournent et qui font vraiment fonctionner les ascenseurs, la fameuse salle des machines… Tous ces endroits qui ne sont pas ouverts au public [et qu'il] était impossible de reconstruire en studio. ». Mais il souligne que cela n'était pas de tout repos : « Il fallait 2h30 pour monter tout le matériel tous les soirs, à partir de 23 h 30. Et chaque matin, à partir de 8 h, il fallait commencer à le descendre, pour que tout soit parti avant que les premiers visiteurs n'arrivent sur le premier étage de la Tour Eiffel. Mais quand tu es sur la Tour Eiffel à 7 h 30 et que le soleil commence à se lever… Franchement c'est super émouvant. Ce sont des moments uniques. C'était sublime. ».

## Accueil

### Diffusions et audience
En Belgique, le téléfilm, diffusé le 24 mars 2025 sur La Une, est regardé par 440 137 téléspectateurs et se classe premier en termes d'audience : l'audience consolidée à J+31 monte à 450 651 téléspectateurs.
En France, diffusé le 5 avril 2025 sur France 3, il est regardé par 4 180 000 téléspectateurs et se classe largement en tête des audiences.